# Liste der Monuments historiques in Bourgbarré
Die Liste der Monuments historiques in Bourgbarré führt die Monuments historiques in der französischen Gemeinde Bourgbarré auf.

## Liste der Bauwerke
| Bezeichnung    | Beschreibung | Standort | Kennzeichnung | Schutzstatus | Datum | Bild |
| -------------- | ------------ | -------- | ------------- | ------------ | ----- | ---- |
| Friedhofskreuz |              | (Lage)   | PA00090507    | Inscrit      | 1946  |      |

## Liste der Objekte

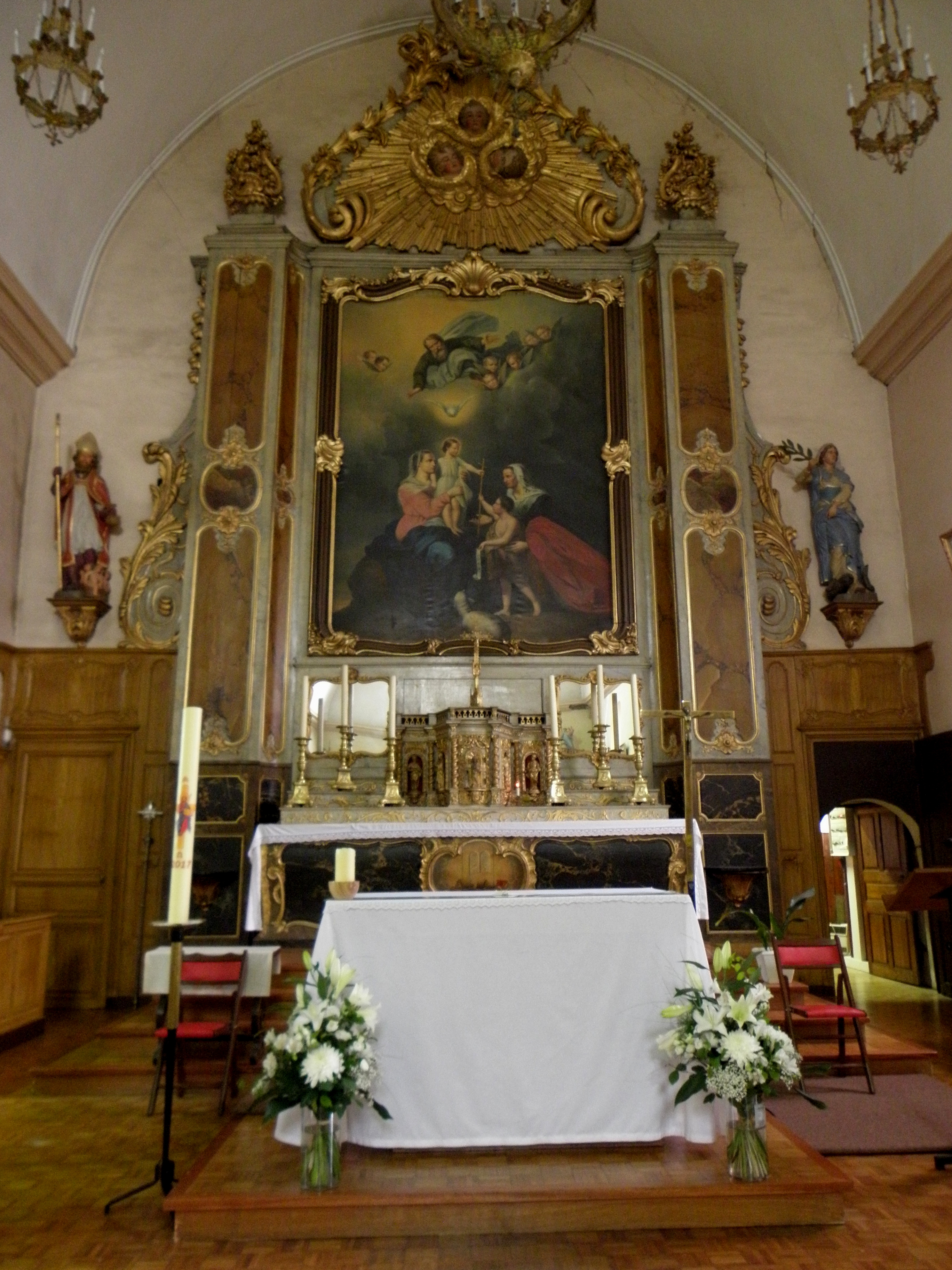
Hauptaltar in der Kirche Ste-Trinité

- Monuments historiques (Objekte) in Bourgbarré in der Base Palissy des französischen Kultusministeriums